# Дубинове
Дуби́нове, — село Савранської селищної громади у Подільському районі Одеської області в Україні. Розташоване на березі річки Південний Буг, на 198 км дороги E95 (М05) Київ—Одеса.
- Територія: 4200 тис.кв.м[1].
- Населення: 1 455 чол.[2].
- Історична дата утворення: 1724-й рік.
- В. о. сільського голови — Суржинська Наталія.

Село межує зі сходу, через автобан, з Миколаївщиною, а з півночі, через Південний Буг, — з Кіровоградщиною. В центрі села побудований величний Будинок культури (БК). В приміщенні БК розташований сільський музей, рівного якому немає не лише у всьому районі, а й у сусідніх. Музей відкрито 24 листопада 2004 року — в День пам'яті жертв голодомору 1932-1933 років. З його експозиціями ознайомлює колишня голова села, а нині завідувачка музею Катерина Яківна Новосаденко.
Поряд з будівлею БК є школа «Дубинівський НВК», у ній навчається 90 учнів.
Поблизу села знайдено поселення черняхівської культури.

## Історія
Село Дубинове розташоване за 18 км на схід від районного центру смт Саврань та за 198 км на північ від обласного центру м. Одеса, на правому березі річки Південний Буг. Село межує на сході із землями с. Красненького Миколаївської області (кордоном є траса Київ-Одеса), на заході — із землями с. Вільшанка, на південному заході та півдні — із с. Слюсареве, а на півночі село омиває р. Південний Буг. Загальна площа земель села — 373,80 га.
Жителів на 2014—1129.
Село Дубинове — центр сільської ради, якій підпорядковані села Дубинове та Слюсарове.
Засноване село в першій чверті XVIII ст., колись село називалось Богданівкою, а на початку XIX ст. так почали називати тільки західну частину села. За легендою Богданівка, бо на місці, де село, Богдан Хмельницький переправлявся через р. Буг. Назва Дубинове, ймовірно, походить від назви дерева дуб, так як дубовий ліс колись доходив до самого берега р. Буг, де нині село. На даний час листяний, переважно дубовий ліс, відтіснили на 4 км від села на південний захід, поряд з селом на сході — штучно насаджений сосновий ліс.
Перші поселенці були селянами-втікачами, ховаючись від татар та панів, вони розчистили територію від лісу і поселились.
В 1765 р. побудували церкву Різдва Пресвятої Богородиці з трьома банями.
У XVIII ст. село належало князям Любомирським.
Перші архівні дані про село стосуються 1775 р.
В ЦДІА у м. Києві зберігаються «Метрические книги церквей с. Дубиново» від 1775 до 1821 рр. (Дореволюційні метричні книги церков на території сучасного Савранського району втрачені у роки Великої Вітчизняної війни.)
Після польського повстання 1830 р. село у Любомирських конфісковане. Відомо, що в 1836 р. Дубинове Ольгопільського округу Балтського повіту належало поміщику Романському, а в село передане під військове поселення.
У 1847—1852 рр. в селі будувалась поромна переправа через Буг.
18 листопада 1871 р. в селі відкрили однокласне народне училище.
У 1916 р. було зареєстроване селянське заворушення у зв'язку із податками.
Радянська окупація розачалась у грудні 1918 р. Примусова колективізація проходила до 1929 р., утворилось декілька колгоспів, які згодом об'єднались у колгосп ім. Леніна.
За переписом 1926 року населення склало 2609 мешканців.
Під час організованого радянською владою Голодомору 1932—1933 років померло щонайменше 272 жителі села.
На полях Другої світової війни воювало 204 жителя, 49 нагороджені орденами і медалями, 139 — загинули. Покотило І. Г. — герой Радянського Союзу.
Під час війни діяв партизанський загін «Буревісник».
1961 р. відкрито дитячий садочок.
1967 р. в селі відкрили трьохповерхову середню школу на 300 учнів.
1986 р. відкрито будинок культури на 500 глядацьких місць.
24 серпня 1988 через село пройшов радянсько-американський марш миру із зупинками.
8 березня 2000 р. відкрита відбудована церква Різдва Пресвятої Богородиці.
Діє медичний пункт, пошта, ветлікарня.
Колищній орган місцевого самоврядування — Дубинівська сільська рада.
12 червня 2020 року, відповідно до Розпорядження Кабінету Міністрів України від № 724-р «Про визначення адміністративних центрів та затвердження територій територіальних громад Одеської області», увійшло до складу Савранської селищної територіальної громади.
17 липня 2020 року, в результаті адміністративно-територіальної реформи і ліквідації Савранського району, село увійшло до складу новоутвореного Подільського району Одеської області.

## Населення
Згідно з переписом УРСР 1989 року чисельність наявного населення села становила 1208 осіб, з яких 536 чоловіків та 672 жінки.
За переписом населення України 2001 року в селі мешкало 1195 осіб.

### Мова
Розподіл населення за рідною мовою за даними перепису 2001 року:
| Мова       | Відсоток |
| ---------- | -------- |
| українська | 95,64 %  |
| російська  | 3,29 %   |
| румунська  | 0,90 %   |
| болгарська | 0,08 %   |